# 俞藤
俞藤（学名：Yua thomsonii）为葡萄科俞藤属下的一个种。

## 扩展阅读
- 維基物種上的相關：俞藤